# 恋するニワトリ
「恋するニワトリ」は谷山浩子の楽曲。NHK『みんなのうた』1985年2月 - 3月の放送曲として書き下ろされた。風見鶏に恋をしてしまったニワトリの叶わぬ恋を、言葉遊びも交えてユーモラスに唄っている。同番組でこの曲は、若井丈児による擬人化されたニワトリのキャラクターが登場するアニメーションと共に流れる。
小学校音楽教育においては、ニワトリの鳴き声を模した歌詞の部分を利用して、頭声的な発声を体感させるのに適している。
2021年11月20日から11月27日にねとらぼ調査隊が実施した「『みんなのうた』の1980年代前半に放送されていた歌で一番好きなのは?」では得票数148票、得票率14.9%で本曲が1位を獲得した。

## 収録アルバム
同年のアルバム『空飛ぶ日曜日』に収録されたが、これはアレンジが石井AQと谷山自身によるバージョンで、岡崎倫典アレンジのオリジナル版は、1988年のアルバム『しっぽのきもち』に収録された。映像は2011年の発売DVD「NHK みんなのうた 第9集」に収録されている。
- NHKみんなのうた大全集 恋するニワトリ～おふろのうた（1985年）
- NHKみんなのうた スシ食いねェ!～ポケットの中で（1986年）
- 『NHKみんなのうた』ベストヒット25山口さんちのツトムくん～おふろのうた（1988年11月26日） 忍足敦子によるカバー
- ほんのひとときママの時間 ママの結婚（2006年4月6日、キングレコード） 増田直美によるカバー
- 家族時間～NHKみんなのうたカバー集～（2008年12月10日） タテタカコによるカバー
- NHKみんなのうた ベスト40おやこでラララ♪（2010年6月2日）
- RADIO ONSEN EUTOPIA（2013年4月10日、みらいレコーズ） やくしまるえつこによるカバー[3]
- HIROKO TANIYAMA 45th シングルコレクション（2017年2月6日、ヤマハミュージックコミュニケーションズ）[4]

他多数